# 馬斯克林梭竺鯛
馬斯克林梭竺鯛（學名：Cercamia mascarene），又稱馬斯克林梭天竺鯛，為輻鰭魚綱鈎頭魚目天竺鯛科梭竺鯛屬下的一個種，分布於西南印度洋羅德里格斯島海域，深度15至30公尺，體長可達4公分，棲息在有珊瑚碎石、沙子的珊瑚礁區，肉食性，晚上覓食，以浮游生物為食，繁殖期時，雄魚具有口孵習性，卵約7日化成仔魚，由雄魚吐出，具短暫的仔魚飄浮期，生活習性不明。